# Metapogon punctipennis
Metapogon punctipennis är en tvåvingeart som beskrevs av Daniel William Coquillett 1904. Metapogon punctipennis ingår i släktet Metapogon och familjen rovflugor. Inga underarter finns listade i Catalogue of Life.